# 永井均
永井 均（ながい ひとし、1951年11月10日 - ）は、日本の哲学者、倫理学者。

## 来歴
1951年生まれ。1970年、慶應義塾高等学校卒業。慶応高の同級生に松任谷正隆が居る。1974年、慶應義塾大学文学部哲学科卒業。1976年、慶應義塾大学大学院文学研究科修士課程修了。1982年、慶應義塾大学大学院文学研究科博士課程単位取得。
1990年、信州大学人文学部助教授。1995年、同学部教授。1998年、千葉大学文学部教授。2002年、千葉大学大学院社会文化科学研究科教授。2007年、日本大学文理学部教授。2022年、日本大学を定年退職し、以後は私塾「山括弧塾」を開いている。
2015年より一般財団法人熊崎報恩財団理事長を務める。

## 受賞
- 1989年10月 - 日本倫理学会和辻賞受賞

## 哲学
永井均は「世界にいるたくさんの人の中に、私である(という例外的なあり方をした)人が含まれている、とはいったいどういうことなのか」について繰り返し論じている。その例外さは、現に世界がそこから開けている唯一の原点であることにあり、永井均は一般的に用いられる「私」の語とは区別し〈私〉という語を用いて表現する。これと同様のことが「今」に関しても成り立ち〈今〉と表現される。〈私〉も〈今〉も、現に世界がそこから開けている唯一の特殊な原点であり、その特殊性（永井均は独在性と呼ぶ）は、いかなる事象内容上の違いとしても現れない（無内包）という意味において、同様の構造を共有している。

## 著作

### 単著
- 『〈私〉のメタフィジックス』（勁草書房） 1986年
- 『〈魂〉に対する態度』（勁草書房） 1991年
- 『ウィトゲンシュタイン入門』（筑摩書房、ちくま新書） 1995年
- 『翔太と猫のインサイトの夏休み - 哲学的諸問題へのいざない』（ナカニシヤ出版） 1995年、のちちくま学芸文庫 2007年
- 『〈子ども〉のための哲学』（講談社、講談社現代新書） 1996年
- 『ルサンチマンの哲学』（河出書房新社） 1997年
  - のち改題文庫化『道徳は復讐である』（河出書房新社、河出文庫） 2009年11月 - 文庫化に際して川上未映子との対談を追加収録
- 『子どものための哲学対話』（講談社） 1997年7月、のち講談社文庫 2009年8月
- 『〈私〉の存在の比類なさ』（勁草書房） 1998年、のち講談社学術文庫 2010年7月
- 『これがニーチェだ』（講談社、講談社現代新書） 1998年
- 『マンガは哲学する』（講談社） 2000年、のち講談社プラスアルファ文庫 2004年8月、のち岩波現代文庫 2009年4月
- 『転校生とブラック・ジャック - 独在性をめぐるセミナー』（岩波書店） 2001年、のち岩波現代文庫 2010年5月
- 『倫理とは何か - 猫のアインジヒトの挑戦』（産業図書） 2003年、のちちくま学芸文庫 2011年1月
- 『私・今・そして神 - 開闢の哲学』（講談社、講談社現代新書） 2004年
- 『西田幾多郎 - 「絶対無」とは何か』（NHK出版） 2006年
  - のち改題文庫化『西田幾多郎 言語、貨幣、時計の成立の謎へ』（角川ソフィア文庫） 2018年11月
- 『なぜ意識は実在しないのか』（岩波書店） 2007年
  - のち改訂文庫化『改訂版 なぜ意識は実在しないのか』（岩波書店、岩波現代文庫） 2016年6月　ISBN 9784006003500
- 『ウィトゲンシュタインの誤診 - 『青色本』を掘り崩す』（ナカニシヤ出版） 2012年
  - のち改題文庫化『『青色本』を掘り崩す - ウィトゲンシュタインの誤診』（講談社学術文庫） 2018年2月
- 『哲学の密かな闘い』（ぷねうま舎） 2013年
  - のち改訂文庫化『新版 哲学の密かな闘い』（岩波現代文庫） 2018年3月
- 『哲学の賑やかな呟き』（ぷねうま舎） 2013年
- 『哲おじさんと学くん』（日本経済新聞出版社、日経プレミアシリーズ） 2014年、のち岩波現代文庫 2021年1月
- 『存在と時間 - 哲学探究1』（文藝春秋） 2016年
- 『世界の独在論的存在構造 - 哲学探究2』（春秋社） 2018年8月
- 『遺稿焼却問題』（谷口一平, 吉田廉 編、ぷねうま舎） 2022年1月
- 『独自成類的人間』（谷口一平, 吉田廉 編、ぷねうま舎） 2022年4月
- 『哲学的洞察』（青土社） 2022年9月
- 『独在性の矛は超越論的構成の盾を貫きうるか - 哲学探究3』（春秋社） 2022年10月
- 『『純粋理性批判』を立て直す　カントの誤診1』（春秋社） 2025年1月

### 共著
- 『なぜ人を殺してはいけないのか？』（小泉義之、河出書房新社） 1998年
- 『〈私〉の哲学 を哲学する』（入不二基義, 上野修, 青山拓央、講談社） 2010年10月、のち春秋社より復刊 2022年12月
- 『考える方法: <中学生からの大学講義>2』（池内了ほか、筑摩書房、ちくまプリマー新書） 2015年2月
- 『マインドフルネス最前線』（香山リカほか、サンガ新書、サンガ） 2015年10月 ISBN 9784865640229
- 『哲学者に会いにゆこう』（木村敏ほか、田中さをり編集、ナカニシヤ出版） 2016年4月 ISBN 9784779509926
- 『〈仏教3.0〉を哲学する』（藤田一照, 山下良道、春秋社） 2016年9月 ISBN 978-4393135921
- 『知のスクランブル: 文理的思考の挑戦』（日本大学文理学部編、古川隆久ほか、筑摩書房、ちくま新書） 2017年02月
- 『香山リカと哲学者たち』（香山リカ, 中島義道, 入不二基義、ぷねうま舎） 2017年3月
- 『今という驚きを考えたことがありますか マクタガートを超えて』（大澤真幸、左右社） 2018年6月
- 『哲学する仏教 (内山興正老師の思索をめぐって)』（山下良道, 藤田一照, ネルケ無方、サンガ） 2019年10月　ISBN 978-4865641615
- 『〈仏教3.0〉を哲学する バージョンⅡ』（藤田一照, 山下良道、春秋社） 2020年2月
- 『〈私〉をめぐる対決 - 独在性を哲学する』（森岡正博、明石書店）
- 『〈私〉の哲学 をアップデートする』（入不二基義, 青山拓央, 谷口一平、春秋社） 2023年2月

### 共編著
- 『自己と他者 - さまざまな自己との出会い』（池上哲司, 斎藤慶典, 品川哲彦共編著、昭和堂、叢書《エチカ》3） 1994年
- 『なぜ悪いことをしてはいけないのか』（大庭健, 安彦一恵共編著、ナカニシヤ出版） 2000年
- 『事典哲学の木』（小林康夫, 大澤真幸, 山本ひろ子, 中島隆博, 中島義道, 河本英夫共編著、講談社） 2002年

## 翻訳
- 『コウモリであるとはどのようなことか』（トマス・ネーゲル、勁草書房） 1989年
- 『時間の非実在性』（ジョン・エリス・マクタガート、講談社、講談社学術文庫） 2017年2月

### 共訳
- 『君はいま夢を見ていないとどうして言えるのか』（バリー・ストラウド、岩沢宏和, 壁谷彰慶, 清水将吾, 土屋陽介共訳、春秋社） 2006年

## 論文
- CiNii>永井均

## 連載
（2024年4月現在）
- 「カントの誤診」（Web春秋）[5]